# Попыхина, Софья Константиновна
Софья Константиновна Попыхина (11 августа 1930 — 16 марта 1993) — передовик советского сельского хозяйства, доярка совхоза «Рыбаловский» Томского района Томской области, Герой Социалистического Труда (1966).

## Биография
Родилась 11 августа 1930 года в деревне Рыбалово Томского района (на территории современной Томской области) в русской крестьянской семье. 
В 1946 году завершила обучение в Рыбаловской семилетней школе. Трудоустроилась в местный колхоз «Новая жизнь» на животноводческую ферму. В 1950 году колхоз реорганизован в колхоз «Серп и Молот».
В 1956 году переехала на постоянное место жительство в деревню Берёзкино и стала трудиться дояркой на ферме местного колхоза. В 1960 году в процессе реорганизации колхоз стал местным отделением совхоза «Рыбаловский». Стала передовым работником животноводства в районе. Добилась наивысших надоев по Томской области в среднем от каждой коровы. 
Указом Президиума Верховного Совета СССР от 22 марта 1966 года «За достигнутые успехи в развитии животноводства, увеличении производства и заготовок мяса, молока, яиц и шерсти и другой продукции» Софье Константиновне Попыхиной было присвоено звание Герой Социалистического Труда с вручением ордена Ленина и золотой медали «Серп и Молот».
Продолжала и дальше трудиться в сельском хозяйстве до выхода на заслуженный отдых в 1967 году по инвалидности. 
Проживала в деревне Берёзкино Томского района. Умерла 16 марта 1993 года. Похоронена на сельском кладбище. 

## Награды
За трудовые успехи была удостоена:
- золотая звезда «Серп и Молот» (22.03.1966)
- орден Ленина (22.03.1966)
- другие медали.